# Holzschwang

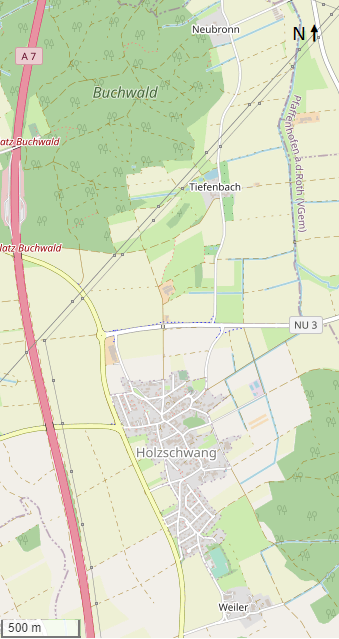
Karte von Holzschwang mit Neubronn, Tiefenbach und Weiler

Holzschwang ist ein Pfarrdorf und Ortsteil der großen Kreisstadt Neu-Ulm in Bayern. Zur Gemarkung Holzschwang gehören Weiler, Tiefenbach und Neubronn. Im Zentrum des Ortes steht ein von Ulmer Patriziern in der zweiten Hälfte des 16. Jahrhunderts erbautes Schloss.

## Geographie und Verkehrsanbindung
Holzschwang liegt am östlichen Rande des Höhenzuges zwischen Iller und Roth auf einer Höhe zwischen 490 und 520 m ü. NN und bildet den südöstlichst gelegenen Ortsteil Neu-Ulms. Die Entfernung zum Stadtzentrum beträgt rund 10 km über die unmittelbar am westlichen Ortsrand entlang verlaufende Staatsstraße St 2029. Mittels der hier kreuzenden Kreisstraße NU 3 besteht eine Anbindung an die Nachbarstadt Senden sowie gen Osten zum Markt Pfaffenhofen. Bis 2016 führte die NU 3 durch Holschwang hindurch, seit Fertigstellung einer Umgehungsstraße wird der Ort nun nördlich umfahren. Nur etwa 500 m westlich des Ortes verläuft zudem die Bundesautobahn 7, jedoch ohne eigene Anschlussstelle in unmittelbarer Nähe. Die nächstgelegenen Zufahrtsmöglichkeiten auf diese Autobahn finden sich 9 km südlich mit der Anschlussstelle 123 in Vöhringen (Iller) sowie 9 km nördlich mit der Anschlussstelle 121 bei Nersingen.
Einzige Anbindung an das öffentliche Nahverkehrsnetz stellt die Buslinie 77 dar, welche Holzschwang mit den benachbarten Ortsteilen Hausen, Jedelhausen, Reutti, sowie mit Schwaighofen, dem Stadtzentrum von Neu-Ulm und dem ZOB der Nachbarstadt Ulm verbindet.

## Geschichte

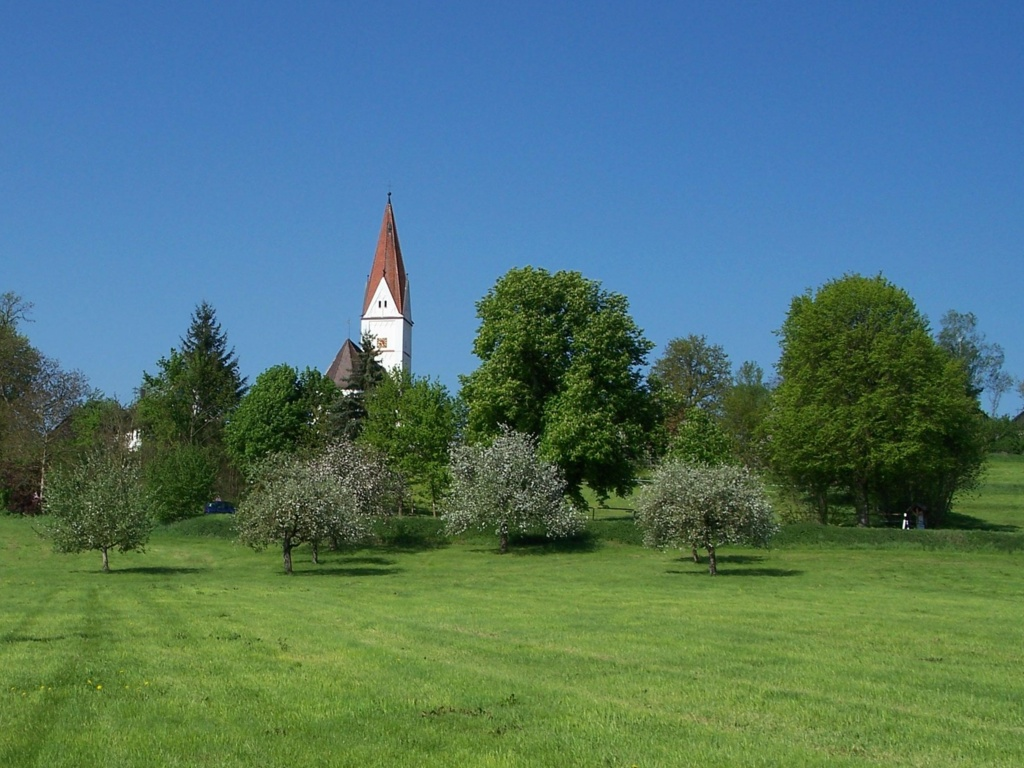
St.-Georg-Kirche in Holzschwang

Werkzeugfunde aus der Steinzeit lassen eine sehr frühe Besiedlung der Gegend vermuten. Die am Osthang des zwischen dem Illertal und dem Roth-Leibital in nordsüdlicher Richtung verlaufenden etwa 2 km breiten und fruchtbaren Höhenrückens entstandene Rodungssiedlung, etwa zehn Kilometer südöstlich von Neu-Ulm, wird um 1063 als „Holzeswanc“ in einem Dokument des Augsburger Bischofs Heinrich II. erstmals urkundlich erwähnt. Die Namensherkunft geht vermutlich auf die althochdeutschen Wörter wang (Feld, Wiese, Weide) in Verbindung mit holz (Wald, Gehölz) oder holzwang (Wiese, Weideland mit Buschwerk) zurück; der Name beschreibt also eine Siedlung auf Weideland in der Nähe eines Waldes oder Gehölzes.
Es wurde von dem Grafen von Kirchberg, Ulmer Patriziergeschlechtern wie von Halle 1352, von Karg ab 1390 und ab 1458 von Roth bis 1735 zu Lehen gegeben. 1436 ist der Kirchensatz zu Holzschwang Zubehör der Ellerbachschen Feste Brandenburg (Iller). Zehent und Lehenschaft der Kirche wurde 1447 von Hans von Stein zu Ronsberg an das Ulmer Spital verkauft und 1464 diesem einverleibt. 1531 wurde von der Reichsstadt Ulm die Reformation durchgeführt, verschiedene Rückführungsversuche zur katholischen Kirche scheiterten endgültig im 17. Jahrhundert.

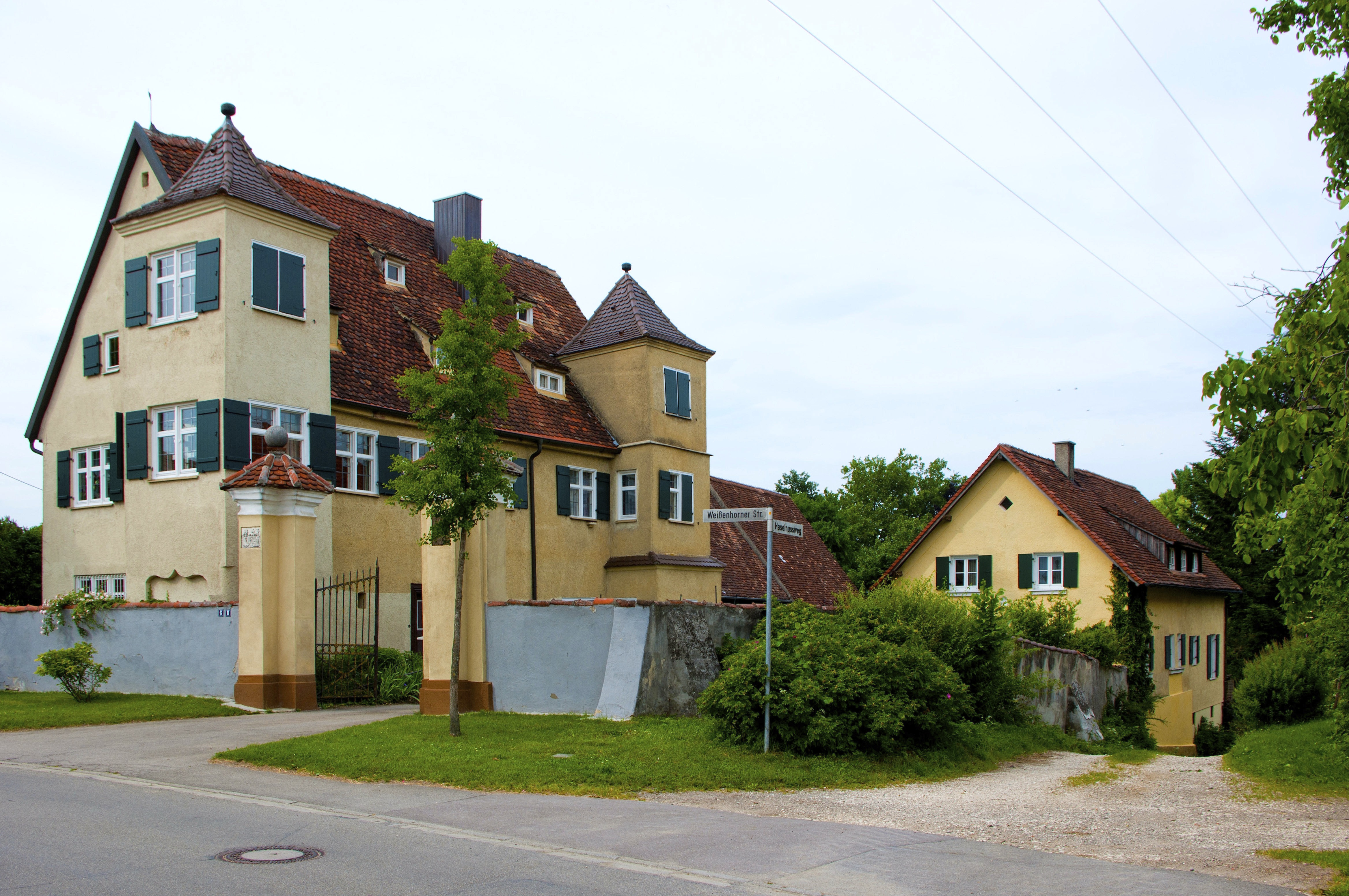
Das historisch von Patriziern der Reichsstadt Ulm besessene Schloss im Ortskern

Die Schlossherrschaft besaß 1506 sechs Höfe, sieben Lehen und 14 Sölden, während das Kloster Wiblingen schon 1370 einen Hof und 2 Sölden erworben hatte. Das von den Roth 1561 mitten im Ort erbaute Renaissancebauwerk mit Ecktürmen wurde 1762 im Barockstil mit einem Portal versehen und gehört seit Generationen dem alten Ulmer Patriziergeschlecht von Neubronner. Als Kunkellehen befindet es sich immer noch in Familienbesitz.
Im etwa 2,5 km nördlich von Holzschwang gelegenen Neubronn (1403 als österreichisches Lehen beurkundet) wurde um 1559 ein Schloss mit vier Ecktürmen erbaut. Der dreigeschossige Satteldachbau diente bis ins 17. Jahrhundert der Kaufmannsfamilie Gienger aus Ulm und ist heute als geschütztes Baudenkmal eingetragen.
Das 1,5 km nördlich von Holzschwang gelegene Tiefenbach mit landwirtschaftlichen Betrieben war seit dem 14. Jahrhundert ein Lehen des Bistums Augsburg und ab 1424 im Besitz der Ulmer Patrizier Geßler, Frafft und von Besserer. Auch hier findet man noch ein ehemals als Patriziersitz dienendes Schloss aus dem 16. Jahrhundert, welches jedoch heute als Teil eines Bauernhofes genutzt wird.
Etwa einen Kilometer südlich von Holzschwang ist Weiler mit landwirtschaftlichen Gehöften. Es gehörte ursprünglich dem Grafen von Kirchberg und war ab 1424 als Lehen des Bischofs von Augsburg im Besitz des Ulmer Patriziergeschlechts Karg.
Wahrscheinlich wurden Teile der jetzigen Kirche im 14. Jahrhundert erbaut und waren somit gleichzeitig die Voraussetzung zur Gründung einer eigenen Pfarrei.
- 1352    wird Hainricus als erster amtierender Pfarrer nachgewiesen.
- 1464    wird die Kirche dem Ulmer Spital inkorporiert.
- 1513    Chor, Sakristei und Turm werden erbaut
- 1513    Apostelglocke im Turm hat diese Jahreszahl eingeprägt.
- 1525    Mit einer zusätzlichen Steuer werden 35 Bauern bestraft, die sich im Bauernkrieg mit dem sogenannten Leipheimer Haufen an der Erstürmung der Stadt Weißenhorn beteiligten.
- 1531    Letzter katholischer Pfarrer Michael Grawb wird mit 100 Gulden Leibrente zum Abgang bewogen.
- 1532    Im April ordnet der Rat der Stadt Ulm an, Herr Konrad Roth solle die Bilder aus der Kirche entfernen.
- 1627    Der Bischof Heinrich von Knöringen versucht Holzschwang dem kath. Glauben zurückzugewinnen, wie dies im benachbarten Holzheim gelungen ist.
- 1631    Pfarrer Sing wird von plündernden Kroaten erschossen.
- 1635    Not und Elend des Dreißigjährigen Krieges erreichen ihren Höhepunkt durch Plünderungen und Seuchen. Allein im August sterben 19 Personen an der Pest.
- 1638    Pfarrer Rommel wird von Soldaten erschossen.
- 1770    Leinwandbilder werden an der Brüstung der Empore sowie eine stuckierte Voutendecke im Schiff der Kirche angebracht.
- 1800     General Moreau ist mit seinen französischen Truppen in der Gegend und findet wenig Freunde.
- 1805    Prinz Murat richtet im Pfarrhaus sein Hauptquartier ein, während Napoleon im Schloss  Reutti residiert.
- 1812    Im napoleonischen Russlandfeldzug werden 7 Söhne der Gemeinde zu Opfern des Krieges.
- 1849    Der Frondienst und der Zehent werden abgeschafft.
- 1870–1871    Von 16 jungen Männern, die an diesem Krieg gegen Frankreich teilnahmen, sind 4 gefallen.

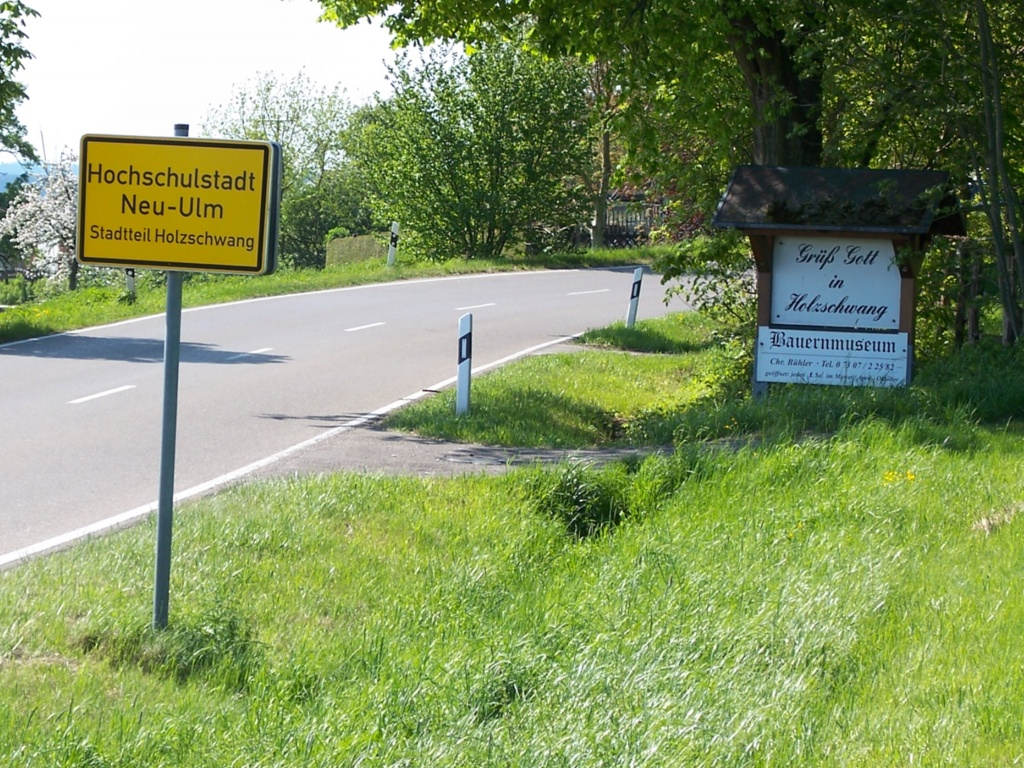
Ortseingang

- 1875    Die Freiwillige Feuerwehr Holzschwang wird gegründet[6]
- 1876    Das Standesamtwesen wird der Gemeinde übertragen.
- 1908    Die gemeindliche Wasserversorgung mit dem Wasserreservoir am Lindeberg wird gebaut.
- 1909    Eine Genossenschaftsmolkerei wird gegründet.
- 1911    Renovierung von Altar und Kanzel in Barockform.
- 1912–1914    Auf den Schlachtfeldern des Ersten Weltkrieges sind 14 Gemeindebürger gefallen oder vermisst.
- 1935    Die schiefe Kirchturmspitze wird erneuert.
- 1945    Am 25. April werden durch Kriegseinwirkung 6 Gemeindebürger getötet, 5 landwirtschaftliche Gebäude gehen in wenigen Minuten in Flammen auf. 77 Holzschwanger und hierher eingewiesene Flüchtlinge sind im Zweiten Weltkrieg gefallen, verstorben oder vermisst.

Am 1. Juni 1977 endete die Selbstständigkeit der Gemeinde Holzschwang. Sie wurde im Zuge der Gemeindegebietsreform in die Kreisstadt Neu-Ulm eingegliedert.

## Kultur

### Vereine
In Holzschwang sind zahlreiche Vereine aktiv, darunter der Holzschwanger Sportverein HSV, die Musikfreunde Holzschwang, die Chorgemeinschaft Holzschwang, der Schützenverein „Tell“ Holzschwang, die Krieger- und Soldatenkameradschaft (aufgelöst 2011), die Evangelische Landjugend Holzschwang, die Bühnenschwärmer Holzschwang, der Feuerwehr-Förderverein und der Verein für Gartenbau und Landespflege.

### Bildung
Einzige öffentliche Bildungseinrichtung in Holzschwang ist derzeit ein Kindergarten. Eine zuvor bestehende Grund- und Hauptschule wurde im Jahr 2002 geschlossen. In Holzschwang wohnhafte Grundschüler besuchen seitdem die Volksschule im benachbarten Ortsteil Reutti. Eine Hauptschule und weiterführende Schulen, wie etwa Realschule und Gymnasium, befinden sich in der rund 10 km entfernten Stadtmitte von Neu-Ulm.
Direkt bei der Kirche in der St.-Georg-Straße gibt es seit 1997 das „Bauernmuseum“ von Christian Bühler, in dem alte Sehenswürdigkeiten aus dem Bauernleben von Holzschwang und Umgebung gezeigt werden.

### Baudenkmäler
In der Liste der Baudenkmäler in Neu-Ulm sind für Holzschwang sieben Baudenkmale aufgeführt.
- Evangelisch-lutherische Pfarrkirche St. Georg aus dem 14./15. Jahrhundert
- Pfarrstadel aus dem 18. Jahrhundert, teilweise mit Fachwerkbau; heute modernisiert, ausgebaut und als Gemeindehaus genutzt
- Schloss aus dem 16. Jahrhundert
- Zwei spätmittelalterliche Steinkreuze am Fuße eines Wasserreservoirs im Norden des Ortes